# Barbarochthonidae
Barbarochthonidae zijn een familie van schietmotten. De familie kent één geslacht.